# Matthijs gaat door
Matthijs gaat door is een Nederlands televisieprogramma van de publieke omroep BNNVARA, gepresenteerd door Matthijs van Nieuwkerk. De eerste aflevering werd uitgezonden op oudejaarsavond 2020. 

## Geschiedenis
Naast het presenteren van 'zijn' doordeweekse talkshow De Wereld Draait Door was Matthijs van Nieuwkerk bezig met het bedenken van een  nieuw programma, dat Matthijs gaat door zou heten en zich zou afspelen in een theaterachtige setting, met 400 tot 500 man publiek. De coronacrisis gooide echter roet in het eten. In de laatste twee weken van De Wereld Draait Door, in maart 2020, mocht er al geen publiek meer bij programma's aanwezig zijn. Hetzelfde scenario ontvouwde zich voor Matthijs gaat door. Een maand voor de eerste uitzending op oudejaarsavond 2020 werd alles omgegooid en liet Van Nieuwkerk het decor veranderen in steigers, wat het programma extra betekenis gaf.
De eerste aflevering op oudejaarsavond 2020 was een pilot-aflevering. Het was de bedoeling dat het programma vanaf 9 januari 2021 elke zaterdagavond zou worden uitgezonden. Echter werd Van Nieuwkerk positief getest op COVID-19, waardoor de eerste twee shows niet doorgingen. De tweede aflevering was te zien op 23 januari 2021. Van 23 januari 2021 t/m 13 maart 2021 werd het programma om 21:40 uur uitgezonden. Op 20 en 27 maart 2021 was er ruimte om de twee shows die aanvankelijk niet doorgingen uit te zenden om 20:30 uur. Hierdoor kon het programma Even tot Hier gewoon op het normale tijdstip worden uitgezonden. Op 5 september 2021 ging het tweede seizoen van start. De eerste aflevering van dit seizoen werd uitgezonden op zondag, de rest van het seizoen op zaterdag om 21:20 uur. Voor het eerst was er publiek toegestaan bij het programma. Op oudejaarsavond 2021 werd er een aflevering uitgezonden die in het teken stond van Franse chansons. Dit programma presenteerde Matthijs samen met Rob Kemps. Het derde seizoen ging van start op 8 januari 2022 en telde 10 afleveringen. Tijdens de Olympische Winterspelen werd het programma uitgezonden op zondagavond om 22:15 uur.

## Sven Hammond Big Band
In het programma heeft muziek een belangrijke rol. De Sven Hammond Big Band is de huisband van het programma. Daarnaast worden er elke week gastartiesten uitgenodigd.
De bigband bestaat uit:
- Sven Figee - bandleider, hammondorgel, piano
- Tim Eijmaal - gitaar
- Glenn Gaddum jr. - bas
- Joost Kroon - drums
- Yoran Vroom - drums
- Jared Grant - vocals
- John Harris - vocals
- Tessa Boomkamp - percussie, gitaar, vocals
- Chelsea Laverne - toetsen
- Arjan Muusz - saxofoon
- Sanne Landvreugd - saxofoon
- Randell Heye - trompet
- Sietse van Gorkom - viool
- Camilla van der Kooij - viool
- Rani Kumar - viool
- Jonas Pap - cello
- Niek Verloop - arrangeur

## Rubrieken
Wekelijks terugkerende rubrieken zijn onder andere:
- Overzicht van het actuele nieuws onder leiding van muziek van de big band.
- Humeurmanagement: in seizoen 1 vertellen twee gasten hoe zij de coronacrisis doorkomen met een positief gevoel.
- Praten met Harco: een jongen genaamd Harco praat over wat hij heeft gedaan.
- Forever Young: Van Nieuwkerk spreekt een BN'er van respectabele leeftijd over diens carrière. Voorbeelden hiervan zijn André van Duin en Herman van Veen. Het gesprek wordt muzikaal uitgeleid met 'Voor altijd jong' door Huub van der Lubbe.
- Hotel Prinsen: in seizoen 2 draagt Joost Prinsen elke week een door hem uitgekozen liefdesgedicht voor.[4]
- Aan het einde van het programma wordt er een muzikale show gegeven door de big band en wisselende artiesten. Ook tijdens het programma wordt er muziek gespeeld.